# Jin Pil-jung
Jin Pil-jung (hangul: 진필중; hanja: 陳弼重), född den 13 oktober 1972, är en sydkoreansk före detta basebollspelare som tog brons för Sydkorea vid olympiska sommarspelen 2000 i Sydney.